# Dobříkov
Dobříkov (německy Dobschikau) je obec v okrese Ústí nad Orlicí v Pardubickém kraji. Žije zde 580 obyvatel.

## Historie
První písemná zmínka o vesnici pochází z roku 1356, kdy se uvádí Pysko z Dobříkova. Další majitel Jan Těchlovec (1415–1440) pak Dobříkov prodal známému husitskému hejtmanovi Janu Talafúsovi z Ostrova, když se oženil pravděpodobně s jeho dcerou Dorotou. V letech 1463–1493 je zde zmiňován Hynek z Malejova, prapředek rodu Dobříkovských z Malejova.
Rozsáhlá dobříkovská tvrz, ležící ve vsi mezi rybníčkem a kostelíkem jižně od silnice, bývá zmiňována až roku 1496 a spojována se jménem Hynkova syna Jana Dobříkovského z Malejova. Pravděpodobně však byla postavena již dříve ve 14. století. Za Viléma Dobříkovského, chrudimského hejtmana, byla na přelomu 16. a 17. století původní věžovitá tvrz přestavěna v pohodlnější renesanční sídlo. V některých dobových listinách pak dokonce označována jako zámek. Přesnou podobu nového sídla však bohužel neznáme.
Koncem 17. století se majitelé Dobříkova rychle střídali a po roce 1772 zkáza sídla vyvrcholila. Opuštěná budova již neměla střechu a stropy se propadly. Počátkem 19. století dal nový majitel Diviš Jan Jeník Zásadský z Gamsendorfu za použití části zřícenin někdejší tvrze postavit přízemní myslivnu s mansardovou střechou (nyní čp. 68).
Roku 1925 získal tvrziště i s pozemkem národně sociální politik první republiky Václav Klofáč. Naproti myslivně si postavil soukromé letní sídlo (čp. 93.) s altánem, nad jehož vchodem jsou zazděny renesanční kachle z původního zámku. Okrouhlé tvrziště je obehnáno dobře znatelným příkopem, místy až 10 metrů širokým, s třímetrovým valem. Příkopy se kdysi plnily vodou z nedalekého rybníka, nyní je suché. Z tvrze se dále zachovala část sklepů a šnekovité schodiště pod altánem.

## Obyvatelstvo
| Rok            | 1869 | 1880 | 1890 | 1900 | 1910 | 1921 | 1930 | 1950 | 1961 | 1970 | 1980 | 1991 | 2001 | 2011 | 2021 |
| -------------- | ---- | ---- | ---- | ---- | ---- | ---- | ---- | ---- | ---- | ---- | ---- | ---- | ---- | ---- | ---- |
| Počet obyvatel | 525  | 530  | 578  | 565  | 550  | 554  | 570  | 509  | 483  | 465  | 473  | 431  | 449  | 478  | 547  |
| Počet domů     | 100  | 102  | 102  | 104  | 110  | 119  | 121  | 136  | 134  | 137  | 137  | 186  | 190  | 202  | 218  |

## Obecní správa

### Části obce
- Dobříkov
- Rzy

### Obecní symboly
Znak a vlajka byly obci uděleny rozhodnutím předsedy Poslanecké sněmovny Parlamentu České republiky dne 14. března 2002.

## Pamětihodnosti
- dřevěný kostelík Všech svatých dovezený dobříkovským obyvatelem V. Klofáčem z Podkarpatské Rusi, kde původně stával od druhé poloviny 17. století v obci Velká Kopaň u Sevljuše, odkud byl v 19. století přestěhován do Cholmovce, kde sloužil do počátku dvacátých let 20. století, v roce 1927 ho navštívil Václav Klofáč, jehož zásluhou byl zakoupen za 137 tisíc československých korun, v roce 1930 rozložen a včetně vnitřního vybavení po železnici dopraven do Dobříkova, kde byl 6. července předán veřejnosti při oslavách památky Jana Husa, využíván je Církví československou husitskou[7]
- Socha Mistra Jana Husa v DobříkověSocha Mistra Jana Husa
- Klofáčova vila

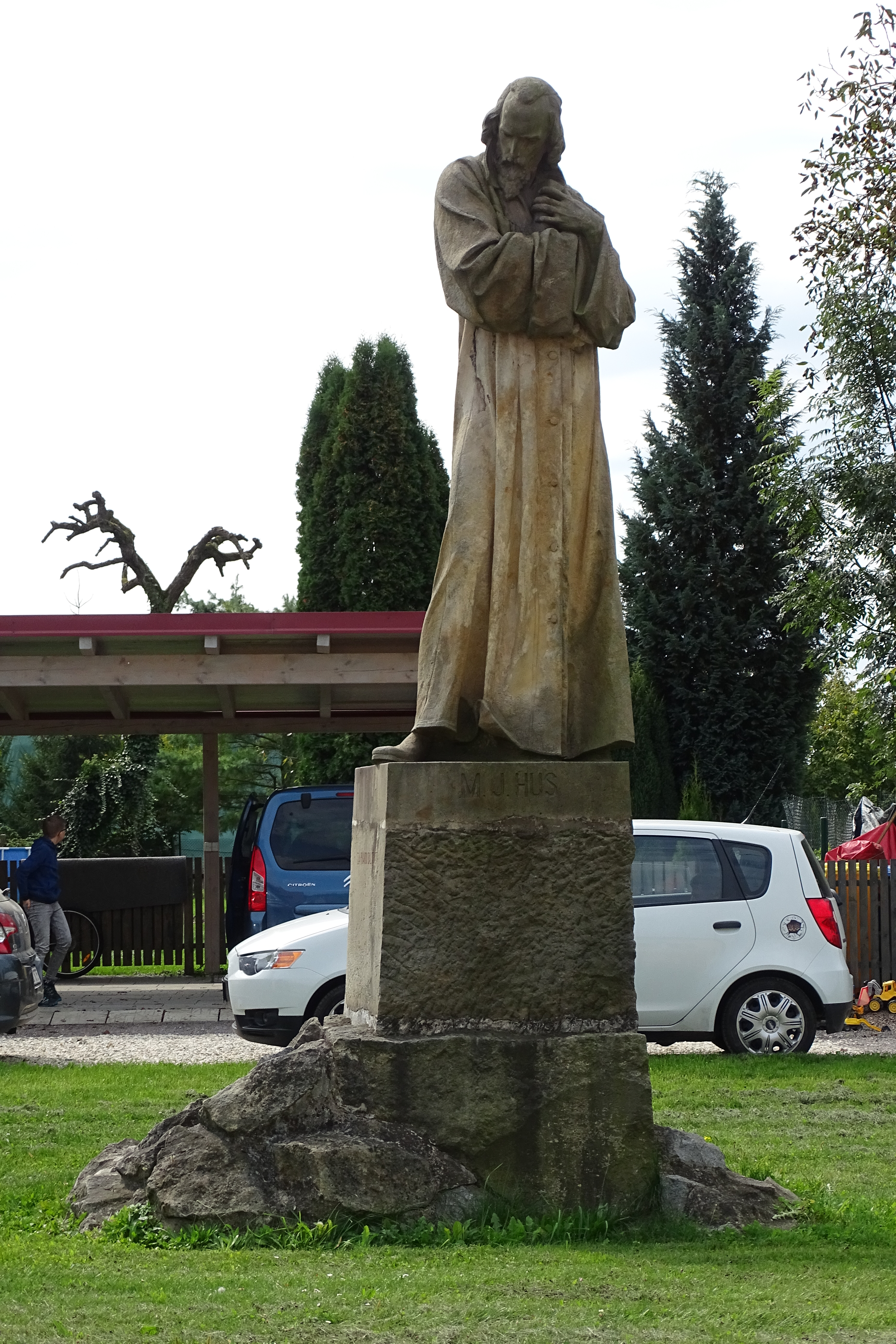
Socha Mistra Jana Husa v Dobříkově

- Duby letní u lesa v Dobříkově, dvojice památných stromů na severním okraji obce (50°1′21″ s. š., 16°8′9″ v. d.)
- Duby letní a lípa srdčitá v Dobříkově, skupina šesti památných stromů v prostoru jižního okraje tvrziště (50°0′3″ s. š., 16°8′2″ v. d.)

## Významné osobnosti
- Václav Klofáč (1868–1942), první ministr Národní obrany ČSR a dlouholetý senátor

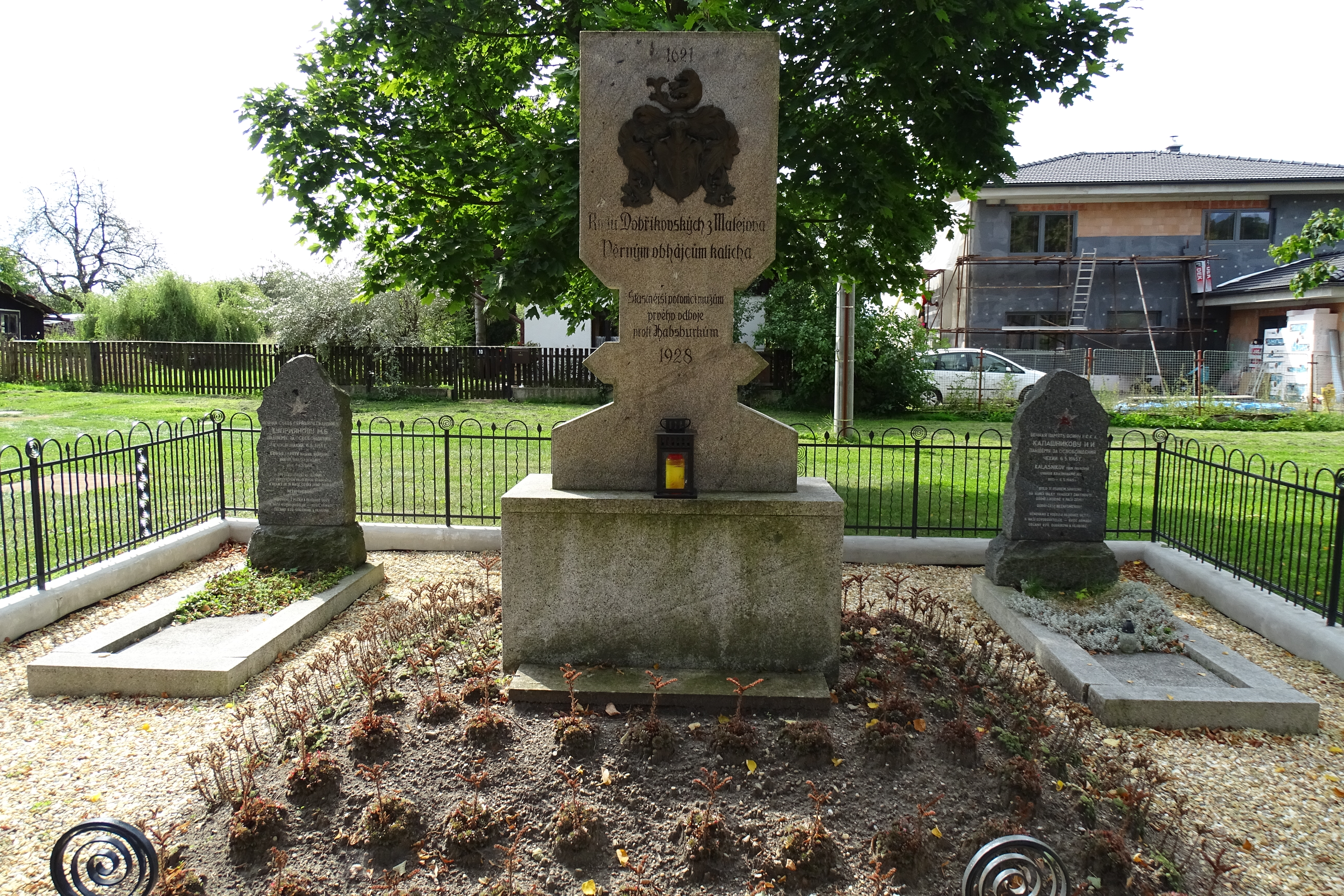
Pomník rodu Dobříkovských a obětem Druhé světové války